# Two Star 36
Two Star 36 är en snabbseglare designad av Håkan Södergren. Segelbåten presenterades 1984 och byggdes av Olsson & Söner på Smögen. Båten har en ljus och trivsam inredning och en avancerad aluminiumkonstruktion för riggen som tar upp både vantkrafter och mastfottryck - en stark konstruktion som gör att riggen inte slackar.

## Källhänvisningar
- Maringuiden Nordic AB Two Star 36
- Sailguide Two Star-36